# سيلك هورنر
سيلك هورنر (بالإنجليزية: Silke Hörner)‏‏ (12 سبتمبر 1965 في لايبزيغ - ) سبّاحة من ألمانيا.

## الجوائز
- وسام الاستحقاق الوطني الذهبي

## روابط خارجية
- سيلك هورنر على موقع الاتحاد الدولي للسباحة (الإنجليزية)
- سيلك هورنر على موقع SwimRankings.net (الإنجليزية)
- سيلك هورنر على موقع أوليمبيديا (الإنجليزية)